# Tricimba nitidissima
Tricimba nitidissima är en tvåvingeart som beskrevs av Ismay 1993. Tricimba nitidissima ingår i släktet Tricimba och familjen fritflugor. Inga underarter finns listade i Catalogue of Life.